# Oleg Pushkaryov
Oleg Pushkaryov (Ucrania, 11 de junio de 2004) es un futbolista ucraniano que juega como delantero para el FC Inhulets Petrove de la Liga Premier de Ucrania.

## Estadísticas

### Clubes
Actualizado al último partido disputado el 19 de septiembre de 2023.
| Club                             | Div.          | Temporada     | Liga  | Liga  | Liga   | Copas nacionales | Copas nacionales | Copas nacionales | Copas internacionales | Copas internacionales | Copas internacionales | Total | Total | Total  |
| Club                             | Div.          | Temporada     | Part. | Goles | Asist. | Part.            | Goles            | Asist.           | Part.                 | Goles                 | Asist.                | Part. | Goles | Asist. |
| -------------------------------- | ------------- | ------------- | ----- | ----- | ------ | ---------------- | ---------------- | ---------------- | --------------------- | --------------------- | --------------------- | ----- | ----- | ------ |
| F. K. Shakhtar Donetsk · Ucrania | 1.ª           | 2023-24       | 0     | 0     | 0      | 0                | 0                | 0                | 0                     | 0                     | 0                     | 0     | 0     | 0      |
| F. K. Shakhtar Donetsk · Ucrania | Total club    | Total club    | 0     | 0     | 0      | 0                | 0                | 0                | 0                     | 0                     | 0                     | 0     | 0     | 0      |
| Total carrera                    | Total carrera | Total carrera | 0     | 0     | 0      | 0                | 0                | 0                | 0                     | 0                     | 0                     | 0     | 0     | 0      |